# Marco Follini
Marco Follini (nombre real Giuseppe Follini, nacido el 26 de septiembre de 1954) es un político y periodista italiano.

## Trayectoria
Fue Secretario Nacional de la Unión de Cristianos y Demócratas de Centro hasta el 15 de octubre de 2005. También fue Viceprimer Ministro del segundo gobierno de Berlusconi, asumiendo el cargo hasta abril del mismo año.
Siendo exmiembro del partido Democracia Cristiana ingresó al Centro Demócrata Cristiano y posteriormente a la UDC en cual se convirtió en el líder del partido nacional en el año 2002 tras la elección de Pier ferdinando Casini como presidente de la Cámara de Diputados. 
El 15 de octubre de 2002 renunció de forma inesperada a su puesto de líder de la UDC después de la aprobación de una nueva ley electoral proporcional por parte de la coalición gobernante, afirmando que esta no era la ley electoral que realmente deseaba.
En las elecciones generales de 2006 resultó elegido como senador junto con Bruno Tabacci aunque continuó mostrando su desacuerdo con el liderazgo de Berlusconi en la Casa de las Libertades. Por otro lado Follini también chocó con el resto de su partido en varias ocasiones, por lo que contó con el apoyo de Bruno Tabacci para la candidatura de Giorgio Napolitano en las elecciones presidenciales de 2005.
El 18 de octubre de 2006 abandonó oficialmente la UDC y anunció la fundación de un nuevo movimiento centrista, llamado Middle Italy. El 24 de febrero de 2007, después de que el presidente Giorgio Napolitano enviara al Senado el gabinete Prodi que dimitiera para un voto de confianza, Marco Follini anunció que votaría a favor.
El 22 de mayo del mismo año fue nombrado miembro del comité organizador del embrionario Partido Demócrata de centro izquierda.